# Edwards Island (Antarktika)
Edwards Island (auch bekannt als Wynne-Edwards Island) ist eine Insel vor der Graham-Küste des Grahamlands auf der Antarktischen Halbinsel. Sie ist die größte und innerste Insel einer Inselgruppe in der Einfahrt zur Leroux-Bucht.
Luftaufnahmen und Vermessungen des Falkland Islands Dependencies Survey aus den Jahren von 1955 bis 1957 dienten ihrer Kartierung. Das UK Antarctic Place-Names Committee benannte die Insel 1959 nach Leutnant Cecil John Copner Wynne-Edwards (* 1930) von der Royal Navy, Leiter der in den antarktischen Sommermonaten zwischen 1956 und 1957 sowie zwischen 1957 und 1958 durchgeführten hydrographischen Vermessungsarbeiten in diesem Gebiet.